# M1135核生化偵測車
M1135核生化偵測車（英語：M1135 Nuclear, Biological, Chemical Reconnaissance Vehicle；NBCRV）是美國史崔克裝甲車系列的核生化偵測版本，能夠偵測核能及生化等有害物質，並能進入受核生化汙染的戰區執行偵察搜索任務。
M1135 NBCRV為史崔克旅級戰鬥隊（英語：Stryker Brigade Combat Team, SBCT）提昇了戰鬥能力。M1135的核心器材是一具內建的核生化偵測器，以及一套整合式氣象系統。車內裝有一具正向加壓系統（以確保車內壓力隨時高於車外壓力，以避免有毒氣體滲入車內）來保護乘組員。
M1135 NBCRV能夠以生物化學光譜儀（英語：Chemical Biological Mass Spectrometer, CBMS）以及聯合生物定點偵測系統（英語：Joint Biological Point Detection System , JBPDS）偵測並蒐集核生化汙染程度的資訊。當蒐集到足夠資訊後，M1135能自動將所有資訊整合並自動透過任務指令系統（英語：Mission Command System）發出核生化汙染警報。
生物化學光譜儀（英語：Chemical Biological Mass Spectrometer, CBMS）是一款能偵測有害化學及生物粒子的系統，由美國漢勝公司所製造。CBMS原先是橡樹嶺國家實驗室內一個團隊的研發計畫。
2013年7月25日時，伊拉克向美國訂購了總計價值900萬美元的M1135核生化偵察車。
2013年10月，美國陸軍決定將M1135的採購數量由原先的417輛下修至307輛。